# 咽頭炎
咽頭炎（いんとうえん、英: Pharyngitis）とは、喉の奥（咽頭）の炎症のことである 。一般的には喉の痛み（咽頭痛,いんとうつう,英: Sore throat）および発熱を引き起こし、その他の症状には、鼻水、咳嗽、頭痛、嚥下困難、リンパ節の腫れ、声のかすれなどがある。症状は通常、3～5日続く。合併症として、副鼻腔炎や急性中耳炎などが起こりえる。咽頭炎は上気道感染症のひとつである。
ほとんどの場合はウイルス感染が原因である。細菌感染症であるレンサ球菌咽頭炎が原因であるケースは、小児では約25%、成人では10%であった。稀なケースでは、その他の細菌（たとえば淋病）、真菌、煙などの刺激物、アレルギー、胃食道逆流症などがある。風邪といった明らかなウイルス感染症の症状を持つ人には、特定検査は推奨されない。そうでないケースでは、迅速抗原検査（RADT）または咽頭スワブ検査が推奨される。同様の症状を引き起しうる他の症状には、喉頭蓋炎、甲状腺炎、咽後膿瘍、そして時には心臓病がある。
任意の3か月の間に、約7.5％の人が咽頭痛を経験する。年に2-3回の症状エピソードも珍しくはない。米国では咽頭炎により、1500万人が医療を受診した（2007年）。咽頭炎は咽頭痛の最も一般的な原因である。

## 鑑別疾患
咽頭痛を起こす疾患はいくつか知られている。大まかに分けると感染性疾患、腫瘍（喉頭癌、咽頭癌、悪性リンパ腫など）、SLE、川崎病、天疱瘡など、カラオケなど機械的刺激によるものがあげられる。ほとんどが感染性、特にウイルス性疾患である。ほとんどが良性疾患で致死的ではないが、まれに「致死的な疾患による咽頭痛(killer sore throat)」も存在する。

### 循環器疾患による咽頭痛
特に有名なものが関連痛として生じる咽頭痛である。急性冠症候群、大動脈解離では胸痛ではなく、放散痛、関連痛として肩、頚部、咽頭に疼痛が生じることが知られている。肩の場合は運動痛の有無で整形外科的疾患との区別が可能であるが、咽頭の場合は鑑別のための所見が極めて乏しいことが知られている。発熱や咽頭周囲の腫脹といった感冒様所見がなく、年齢、既往歴、バイタルサイン（特に低血圧や徐脈といった異常がある場合）にて疑われた場合は心電図検査、胸部X線をはじめ、H-FABPやトロポニンTやDダイマーの測定を行う。特にDダイマーは大動脈解離では感度が極めて高いため、鑑別に重要な検査である。

### 気道・咽頭・喉頭疾患による咽頭痛
気道・咽頭・喉頭疾患の中にも緊急性の高い病態が知られている。それは気道閉塞、咽頭後壁膿瘍、急性喉頭蓋炎、レミエール症候群、扁桃周囲膿瘍、口底蜂窩織炎などである。気道閉塞は典型的なものは聴診にてストライダーを聴取する。原因検索（気道異物など）と同時に、気道確保に努め、経験的治療としてステロイドの投与を行う。メチルプレドニゾロン40mgを生理食塩水50mlに溶解し6時間ごとに投与することが多い。ヒスタミンH2受容体拮抗薬を併用し消化性潰瘍の発生に注意する。ステロイドが効果不十分となると気管内挿管となるため、入院となる。咽頭膿瘍、急性喉頭蓋炎はいずれも気道閉塞を起こし得る疾患である。咽頭後壁膿瘍は耳鼻咽喉科医師による切開排膿が必要となる病態である。確定診断が必要な場合は頚部造影CTを行う。急性喉頭蓋炎ではストライダーをはじめ流涎（りゅうぜん）、すなわち痛みにより嚥下できず「垂れ流す涎(よだれ)」が重要な所見である。これらの病態が想定できた場合は原則入院治療が必要であり、耳鼻咽喉科のコンサルトが望ましい。

## 分類

### ウイルス性

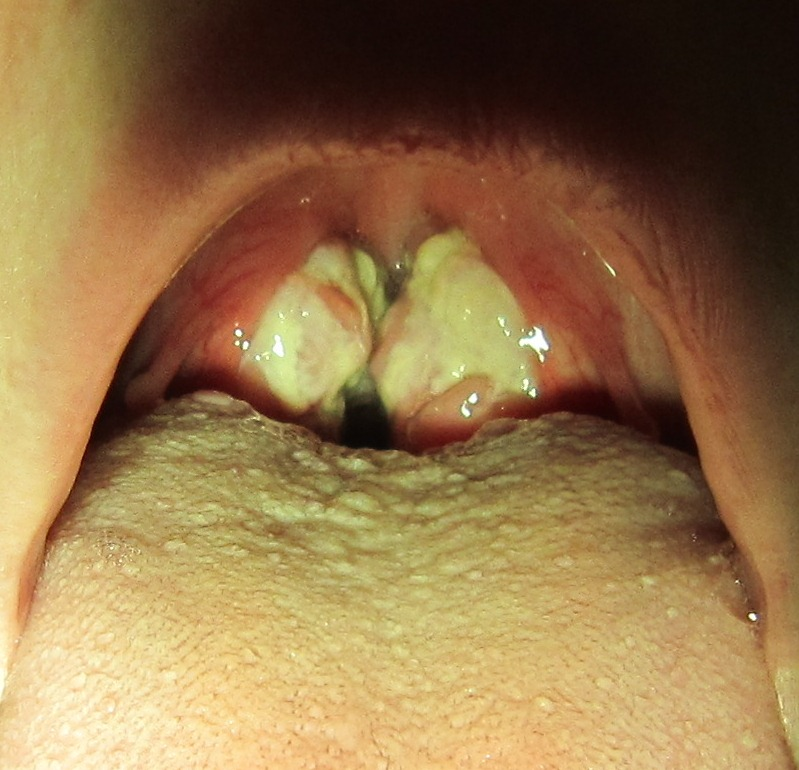
伝染性単核球症

ウイルス性は、すべての感染症例のおよそ40–80%を占めており、様々なウイルス感染症の特徴となっている
- アデノウイルス - ウイルス性の中で最も一般的。
- オルトミクソウイルス科 -
- 伝染性単核球症 - エプスタイン・バール・ウイルスによって引き起こされる。
- 単純ヘルペスウイルス
- 麻疹
- 風邪 - ライノウイルス、コロナウイルス、呼吸器合胞体ウイルス、パラインフルエンザウイルスは、喉、耳、肺の感染症を引き起こし、風邪のような症状を引き起こし、しばしば疼痛をもたらす。

### 細菌性

レンサ球菌咽頭炎

かぜ症候群と異なり、急激に症状が出現することが典型的である。咽頭炎の症状としては急性の高熱、喉の痛み、腫れであり咳や鼻水は少ない。原因としては60%がウイルス性であり、40%が細菌性であると言われている。重要な鑑別疾患としては伝染性単核球症、ジフテリア、HIV、淋病、亜急性甲状腺炎、咽頭結膜炎などがあげられる。細菌性咽頭炎の場合はほとんどの場合は化膿性レンサ球菌が原因であるため、ほとんどの場合はペニシリンが著効する（溶連菌のペニシリン感受性は100%）。
細菌性咽頭炎はA群β溶血性連鎖球菌による感染症が合併症対策として非常に重要である。合併症は非化膿性合併症と化膿性合併症に分類される。非化膿性合併症としてはレンサ球菌感染後糸球体腎炎やIgA腎症、急性リウマチ熱が重要である。化膿性合併症としては咽頭膿瘍、中耳炎、副鼻腔炎、壊死性筋膜炎がなどが知られている。糸球体腎炎、IgA腎症以外は抗菌薬投与によって予防が可能であるとされている。咽頭炎後、翌日に肉眼的血尿が出現したらIgA腎症、2週間後ならば急性糸球体腎炎というところが小児科における典型的な病歴である。予防が特に重要な点はリウマチ熱である。リウマチ熱は抗菌薬が頻用されるようになってから激減した。リウマチ熱の症状としては心炎、多発性関節炎、舞踏病、有縁性紅斑、皮下結節（ここまでが大基準）、関節痛、発熱、血沈やCRP上昇、PR延長（ここまでが小基準）などが知られている。小児期のリウマチ熱発症は老年期に心臓弁膜症（特に僧帽弁狭窄症）を起こし心房細動、血栓症（特に脳梗塞）を起こすことが知られており、予防が重要である。ジョーンズの基準が世界的によく用いられており、大基準2つ、または大基準1つと小基準2つを満たし、A群β溶血性連鎖球菌の感染を証明する方法、咽頭培養やA群β溶血性連鎖球菌迅速診断キット（Rapid Antigen testとしてクリアビューストレップAが有名）で陽性、ASLO陽性にて診断ができる。高齢者の弁膜症の場合は、発症当時ジョーンズの基準がないため、注意深い問診が必要となる。A群β溶血性連鎖球菌以外の細菌性咽頭炎の場合は抗菌薬を投与しても自覚症状がわずかに軽減するのみであり、メリットはほとんどない。
A群β溶血性連鎖球菌による咽頭炎の診断は非常に重要であるためいくつかの診断法がある。centor criteria及びカナダルールが有名である。centor criteriaでは扁桃腺の白苔、圧痛を伴う前頸部リンパ節腫脹、病歴に発熱がある、咳を認めない、以上の4項目中3項目を満たせば感度75%,特異度75%でA群β溶血性連鎖球菌による咽頭炎と診断できる。ゴールドスタンダードは咽頭培養であるが、時間がかかるため実用的ではない。近年はA群β溶血性連鎖球菌迅速診断キット（Rapid Antigen testとしてクリアビューストレップAが有名）で陽性ということで行うことも多く、この場合は感度90.8%で特異度は96.0%である。カナダルールというものがよく知られている。熱が38度以上、咳がない、前頸部リンパ節腫脹を認める、扁挑がはれている、または扁挑に浸出物がある、年齢が3～14歳であるという項目に対してイエスといった数を数える。なお年齢が45歳以上の場合は－1とする。合計点が1以下である場合は細菌性咽頭炎ではなく、2点以上である場合は咽頭培養、または（感度は落ちるものの）溶連菌迅速検査を用いて検査後、ペニシリンを投与して良いとされている。4点以上の場合はエンピリックにペニシリンを投与する場合もある。
化膿性咽頭炎の治療は抗菌薬の投与であるが、これにはいくつかの考え方がある。それは伝染性単核球症との区別の問題、マクロライド耐性菌の存在、ニューキノロンによる結核の診断困難などがあげられる。伝染性単核球症はペニシリン特にアモキシシリンの投与によって皮疹が出現してしまう。これは30歳以前に多いとされている。胸鎖乳突筋より前にある前頸部リンパ節に圧痛がある場合は細菌性咽頭炎であることが多く、胸鎖乳突筋より後方にある後頸部リンパ節に圧痛があるばあいは伝染性単核球症である確率が高いと言われている。30歳以前ではバイシリン（バイシリンG顆粒）というペニシリン製剤がよく利用される。これはアモキシシリンとは異なり皮疹を起こすリスクが低いといわれている。それ以外にクリンダマイシン、アジスロマイシン、ミノサイクリン（但し20歳以後）が用いられることがある。30歳以後では伝染性単核球症のリスクが低いことからアモキシシリン（商品名はパセトシン細粒やサワシリン）も処方可能である。いずれにせよ、ニューキノロンは使わない方が安全である。

### インフルエンザ
インフルエンザウイルスによる感染症。RSウイルスやパラインフルエンザウイルスによってもほぼ同様の症状が出る（インフルエンザ様疾患という）ためワクチンを打ったのにインフルエンザになったというエピソードが生まれることがある。インフルエンザは冬に多く、インフルエンザ様疾患は春や夏に多いという特徴がある。インフルエンザの症状としては、急性の高熱、悪寒、関節痛、のどの痛み（ただし咽頭の発赤、腫脹はない）、咳、鼻水などがあげられる。通常は自然治癒するが高齢者は重症化し死に至ることもあるため予防が大切と言われている。空気感染（飛沫核感染）するため、感染者は5日間の就業停止が望ましいと言われている。特に高齢者との接触は避けたいところである。また抗菌薬の投与に肺炎の予防効果はないと言われている。診断は高熱、関節痛、筋肉痛といった全身症状が強く、咽頭発赤など局所症状がその割に弱いことで疑い、迅速診断キットにて診断する。迅速診断キットは発症（大抵は発熱）後12時間経過していないと偽陰性率が高いことが知られている。発症後48時間ならば抗インフルエンザ薬が効果的である。治療薬としてオセルタミビルやザナミビルが有名である。インフルエンザにはA型、B型の2種類が知られているがこれらはどちらにでも効く。健常者にオセルタミビルを使っても症状回復を1日早めるものの感染期間（伝染させる期間）は縮まないこと、肺炎など合併症は減少しないこと、死亡率が下がらないことから高齢者、ハイリスク患者を除いては積極的に投与する意義は薄いと考えられている。ザナミビルは吸入薬であり、高齢者は吸入が苦手な場合があること、まれに気管支痙縮を起こす可能性があることから、気管支喘息の患者への投与には注意が必要である。A型インフルエンザの場合はシンメトリル（アマンタジン）が有効な場合もあるが、20〜80%が耐性化しているという報告がある。なお、インフルエンザの時、解熱剤にNSAIDs（非ステロイド性抗炎症薬）を使用するとインフルエンザ脳症を起こす可能性があるため、アセトアミノフェンが推奨される。

### 性感染症
淋菌、クラミジアの治療に準じる。セフトリアキソン1g点滴投与及びアジスロマイシン250mg 4錠分1を投与する。必ずパートナーも治療する。

## マネジメント
極論を言えば、ほとんどの咽頭痛の原因疾患は対症療法で十分である。カラオケなどで喉を傷めた場合は水分などで乾燥を防ぎ、安静に保つことで軽快する。感染性咽頭炎の場合も原因はライノウイルスやコロナウイルスといった治療の存在しないウイルス性疾患である場合がほとんどである。咽頭痛の対症療法としてはSPトローチ、総合感冒薬である（アセトアミノフェンや抗ヒスタミン薬）PL顆粒、止血剤のトランサミン、プリビナなどを組み合わせて処方することが一般的。治療効果がある疾患としては細菌性咽頭炎、インフルエンザ、STDによる咽頭炎（淋菌やクラミジア感染症）が知られている。
咽頭痛のマネジメントとしては原則としては、緊急症の確認、関連痛によるものの確認、インフルエンザの否定程度である。高熱や聴診によるウィーズやコースクラックルの聴取など下気道の徴候がなければ原則として問診と身体所見で十分であり、採血やX線写真は不要であり、熟練していれば15分程度で診察が可能である。